# Isophyllostreptus eyraudi
Isophyllostreptus eyraudi är en mångfotingart som först beskrevs av Henri W. Brölemann 1919.  Isophyllostreptus eyraudi ingår i släktet Isophyllostreptus och familjen Spirostreptidae. Inga underarter finns listade i Catalogue of Life.